# Dzsupin Ibolya
Dzsupin Ibolya (Nyírbogdány, 1952. március 26.– ) magyar színésznő.

## Pályája
Pályáját a Veszprémi Petőfi Színházban kezdte mint segédszínész. 1977-ben végzett a Színház- és Filmművészeti Főiskolán. 1977-től 1978-ig a debreceni Csokonai Színház, 1978-tól 1979-ig a győri Kisfaludy Színház tagja volt. 1979 és 1981 között ismét a Debreceni Csokonai Színházban játszott. 1 évig játszott a Békés Megyei Jókai Színházban, 1981-ben a Vidám Színpadra szerződött. 1990 óta szabadfoglalkozású színész.

## Színházi szerepei
- Csehov: Három nővér....Irina
- Vinkó József: Justitia kombinéban....Angéla
- Szántó Armand – Szécsény Mihály – Fényes Szabolcs: Paprikás csirke....Lilian
- Arany János: Árva Lázár....Budai Ilona
- Charles Dickens: Copperfield Dávid....Gummidge-né
- Szomor György - Szurdi Miklós - Valla Attila: Diótörő és Egérkirály....Királynő, táncosnő
- Nell Dunn: Gőzben
- Döme Zsolt - Szurdi András - Szakál Attila: Kísértet tangó....Pipsi
- Bertolt Brecht - Kurt Weill: Koldusopera....Susanne
- Moldova György: Malom a pokolban....Ilonka
- Robert Thomas: Nyolc nő....Louise, az új szobalány
- Heltai Jenő: Tündérlaki lányok....Malvin néni
- Choderlos de Laclos: Veszedelmes viszonyok....Volangesné

## Filmjei

### Játékfilmek
- A kard (1977)
- Az elvarázsolt dollár (1985)
- Sobri (2002)
- Állítsátok meg Terézanyut! (2004)

### Tévéfilmek
- Csongor és Tünde (1976)
- Abigél (1978)
- Fent a Spitzbergáknál (1978)
- Glória (1982)
- Szomszédok (1990)
- Angyalbőrben 1990)
- Família Kft. (1991)
- Privát kopó (1993)
- Bányató (2007)
- Munkaügyek (2012)
- Drága örökösök (2020)
- Keresztanyu (2021–2022)[3]
- A Séf meg a többiek (2022)
- Drága örökösök – A visszatérés (2024)
- Pokoli rokonok (2025)